# 1957 у Миколаєві
| Роки в Миколаєві ← • 1901 • 1902 • 1903 • 1904 • 1905 • 1906 • 1907 • 1908 • 1909 • 1910 • 1911 • 1912 • 1913 • 1914 • 1915 • 1916 • 1917 • 1918 • 1919 • 1920 • 1921 • 1922 • 1923 • 1924 • 1925 • 1926 • 1927 • 1928 • 1929 • 1930 • 1931 • 1932 • 1933 • 1934 • 1935 • 1936 • 1937 • 1938 • 1939 • 1940 • 1941 • 1942 • 1943 • 1944 • 1945 • 1946 • 1947 • 1948 • 1949 • 1950 • 1951 • 1952 • 1953 • 1954 • 1955 • 1956 • 1957 • 1958 • 1959 • 1960 • 1961 • 1962 • 1963 • 1964 • 1965 • 1966 • 1967 • 1968 • 1969 • 1970 • 1971 • 1972 • 1973 • 1974 • 1975 • 1976 • 1977 • 1978 • 1979 • 1980 • 1981 • 1982 • 1983 • 1984 • 1985 • 1986 • 1987 • 1988 • 1989 • 1990 • 1991 • 1992 • 1993 • 1994 • 1995 • 1996 • 1997 • 1998 • 1999 • 2000 • → |

1957 у Миколаєві — список важливих подій, що відбулись у 1957 році в Миколаєві. Також подано перелік відомих осіб, пов'язаних з містом, що народились або померли цього року, отримали почесні звання від міста.

## Події

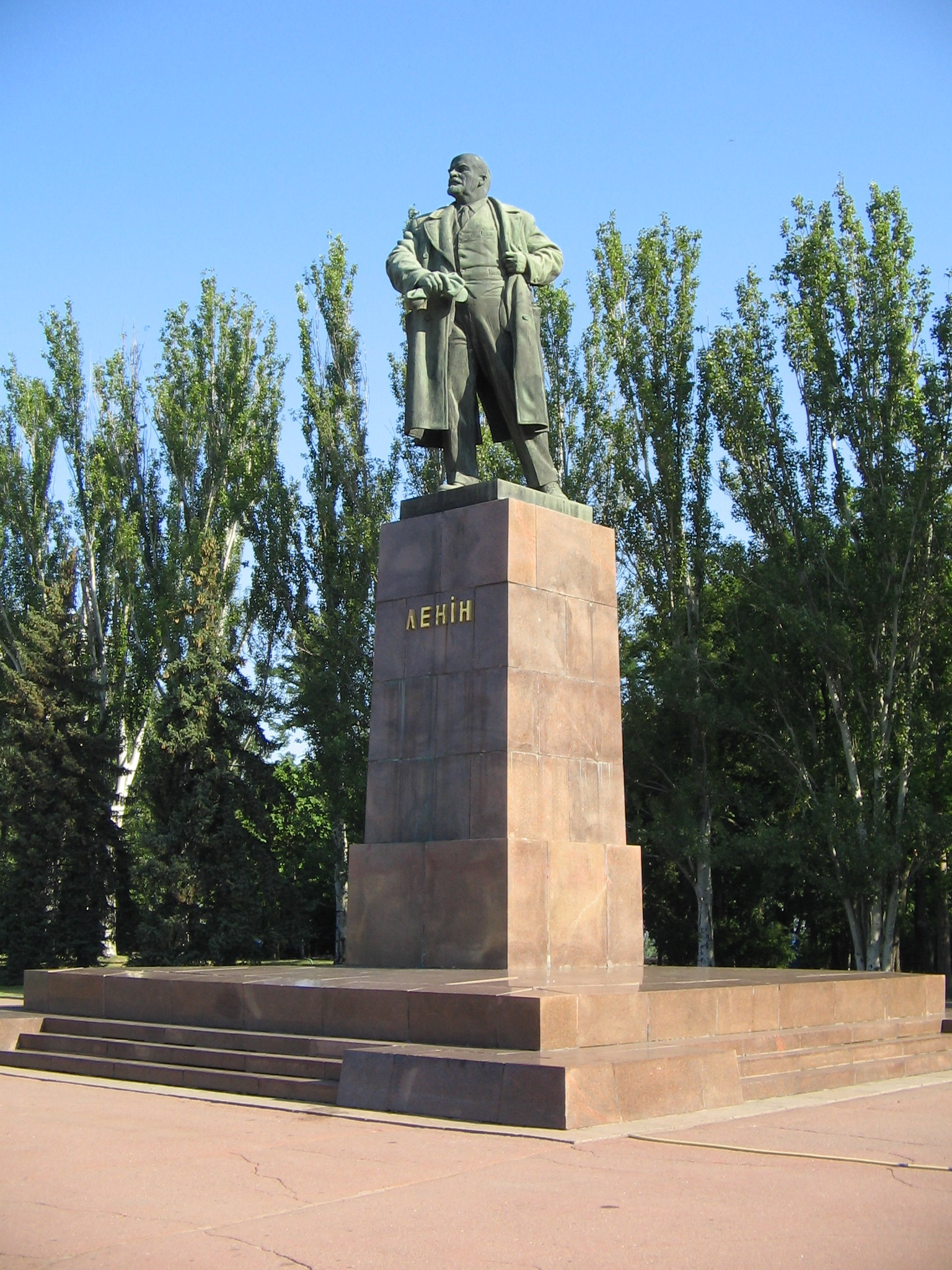
Пам'ятник Леніну

- 26 жовтня — на площі Леніна (з 2015 року — Соборна площа) відкритий пам'ятник Леніну[1]. Скульптор Шота Мікатадзе, архітектори А. К. Марочинський, В. І. Добровольська, В. І. Пейсахіс, А. Я. Семенова і Г. П. Скуратовська.
- Збудований Центральний ринок. Автори — архітектори Е. О. Грінберг, Г. П. Скуратовська.

## Особи

### Очільники
- Голова виконавчого комітету Миколаївської міської ради — Михайло Штефан змінив на посаді Григорія Сірченка.
- 1-й секретар Миколаївського міського комітету КПУ — Костянтин Каранда.

### Народились
- Бобров Микола Євгенович (нар. 23 березня 1957, Миколаїв — пом. 16 червня 2019, Миколаїв) — український військовик, генерал-майор, начальник Управління Служби безпеки України в Миколаївській області у 2011—2012 роках, начальник Управління Служби безпеки України в Донецькій області у 2010—2011 роках.
- Єфімов Анатолій Вадимович (нар. 7 березня 1957, Миколаїв) — український автомоделіст, Майстер спорту України міжнародного класу, тренер з автомодельного спорту.
- Меркулов Валентин Миколайович (нар. 1 квітня 1957, Миколаїв, УРСР — пом. 6 квітня 2022, Миколаїв) — український художник, ілюстратор, педагог. Учасник всеукраїнських і міжнародних виставок і пленерів, член Координаційної ради міжнародного фонду «Культурне надбання» Півдня України.
- Могилюк Володимир Олександрович (нар. 11 серпня 1957, Миколаїв) — український поет, перекладач, краєзнавець, колекціонер, лікар. Член Національної спілки письменників України з 2001 року.
- Ніколаєнко Леонід Миколайович (нар. 11 травня 1957, Миколаїв) — радянський та український футболіст, захисник, пізніше — тренер.
- Остафійчук Василь Георгійович (нар. 8 червня 1957, Банилів Вижницького району Чернівецької області) — український театральний актор і режисер, народний артист України (2015). Актор Миколаївського академічного художнього драматичного театру.
- Рехтета Микола Ананійович (нар. 21 лютого 1957, с. Широколанівка Веселинівський район (Миколаївська область) — 11 липня 2016, Миколаїв) — проректор із науково-педагогічної роботи Миколаївського національного університету імені В. О. Сухомлинського(2004—2016 рр.), кандидат фізико-математичних наук, доцент, заслужений працівник освіти України.
- Романчук Микола Павлович (нар. 18 квітня 1957, с. Новоукраїнка, Березнегуватський район, Миколаївська область) — Герой України, кандидат технічних наук, генеральний директор акціонерного товариства «Миколаївський суднобудівний завод „Океан“». Голова Миколаївської обласної державної адміністрації у березні — липні 2014 року.
- Світлана Гуськова (нар. 19 серпня 1957, Миколаїв) — молдовська легкоатлетка, яка представляла СРСР.
- Смагін Юрій Іванович  (28 січня 1957, Нова Каховка) — український футболіст, нападник. У складі клубу «Суднобудівник» провів 361 матч, забив 105 голів. 16 січня 2015 року призначений головним тренером МФК «Миколаїв».
- Чорний Сергій Григорович (нар. 2 лютого 1957, селище Нововоронцовка, Херсонська область) — український учений у галузі ґрунтознавства, охорони ґрунтів та агроекології, доктор сільськогосподарських наук (1997),  професор (2003). Завідувач кафедри ґрунтознавства та агрохімії Миколаївського державного аграрного університету.
- Шульга Олександр Васильович (нар. 15 березня 1957, Прилуки) — директор НДІ «Миколаївська астрономічна обсерваторія», доктор фізико-математичних наук, старший науковий співробітник, кандидат фізико-математичних наук.

### Померли
- Тиньков Микола Сергійович (нар. 18 (31) січня 1914, Тиньково, нині Становлянський район, Липецька область, Росія — пом. 15 жовтня 1957) — радянський військовик часів Другої світової війни, підполковник. Герой Радянського Союзу (1945). Похований у Миколаєві.